# Cronartium orientale
Cronartium orientale är en svampart som beskrevs av S. Kaneko 2000. Cronartium orientale ingår i släktet Cronartium och familjen Cronartiaceae.   Inga underarter finns listade i Catalogue of Life.